# Bullabesa

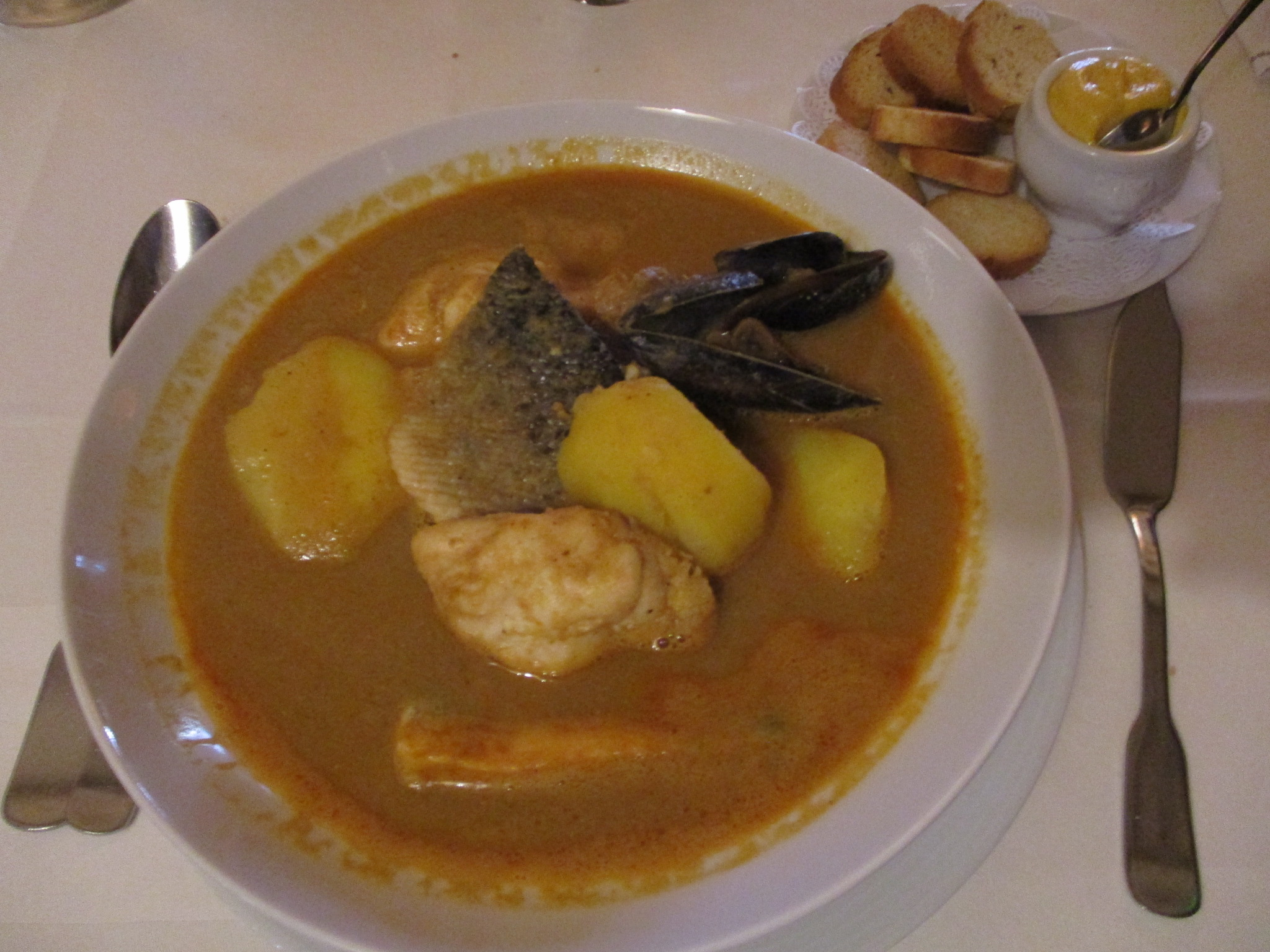
Un plato de bullabesa, servida en el puerto viejo de Marsella.

La bullabesa (del francés bouillabaisse, y este del occitano provenzal boulh-abaisso o boulh-abais, de boulh ‘hervir’ y abaissa ‘bajar (el fuego)’) se compone de una sopa de diversos pescados a veces servidos enteros. Es un plato francés tradicional de la provincia de Provenza y en particular de la ciudad de Marsella.
Se asemeja a la caldeirada gallega y portuguesa, al suquet de peix catalán y valenciano, así como la parihuela peruana. Es muy posible que el origen de esta sopa fuera una base procedente de un guiso realizado a partir de los pescados que permanecían en el fondo de la cesta de los pescadores.

## Características

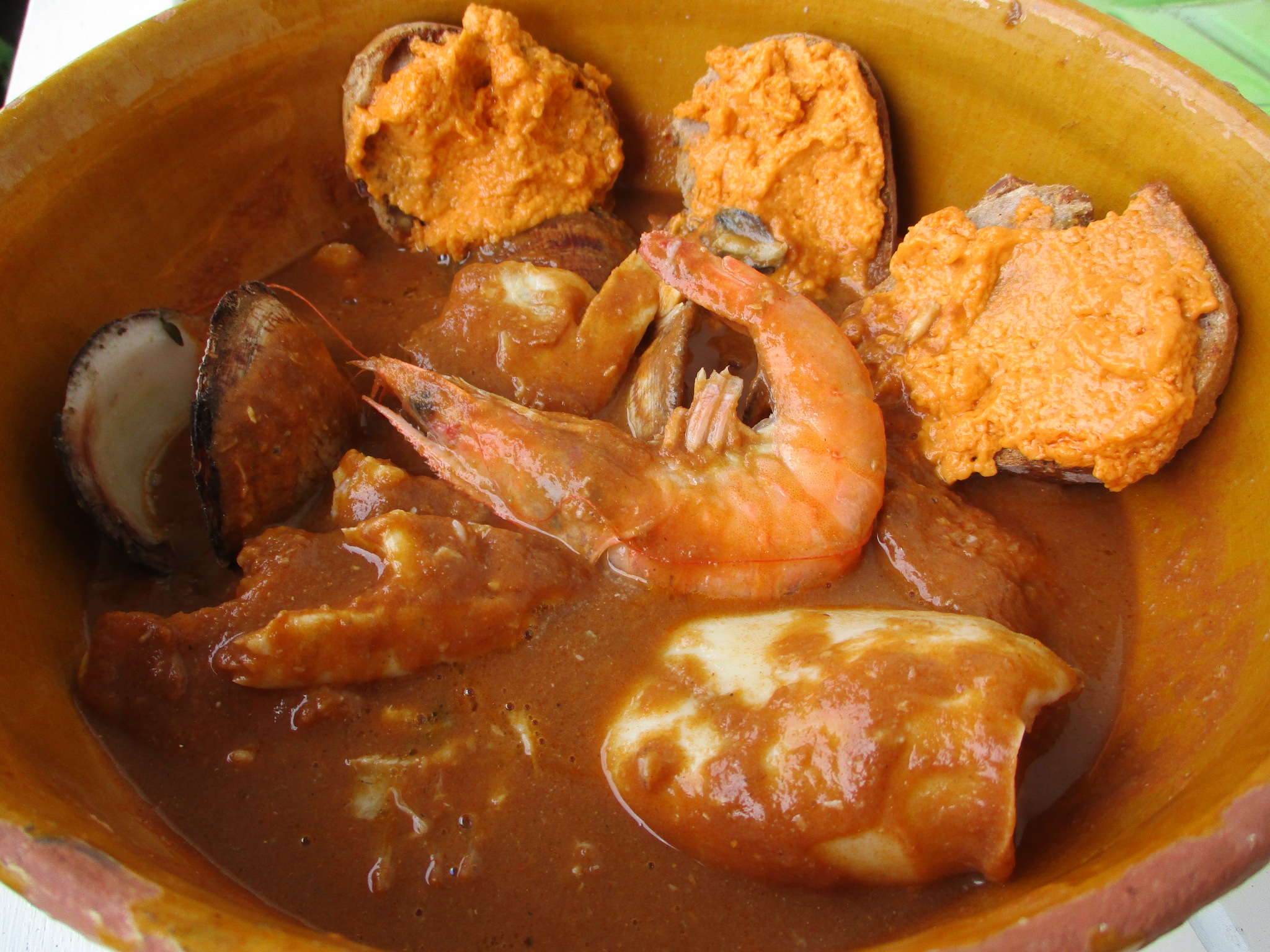
Bullabesa provenzal

La sopa se elabora a base de diferentes pescados de roca tales como: gobio, pataclé, la cola de congrio, morena, salmonetes, cangrejos (sopa de cangrejos), cigalas de mar, rape. No se suele incluir en su elaboración, ni la lubina, ni el besugo, ni la langosta. La sopa se sirve acompañada de croûtons frotados con ajo y con la salsa llamada rouille que se puede echar en la sopa o untar sobre los croûtons. Algunos añaden papas cocidas.

## Historia
Los griegos de la Antigüedad ya hacían sopas de pescado simples bajo el nombre de kakavia,pero no incluían azafrán y rouille como en la bullabesa. Grimod de La Reynière, primer crítico gastronómico francés, cita en su Almanach des gourmands de 1804 que la bullabesa era una de las especialidades provenzales del restaurante «Les trois frères provençaux», fundado en vísperas de la Revolución francesa en el Palacio Real de París por unos cocineros marselleses, y que la sopa tenía gran éxito. Otro restaurante parisino, el «Boeuf à la mode», fundado en 1792 por dos cocineros marselleses, también incluía en aquella época la bullabesa en su carta de platos provenzales.

## Preparación de una bullabesa tradicional
En la bullabesa tradicional que se sirve en los restaurantes de Marsella, primero se limpia el pescado y se le quitan las escamas y se lava, normalmente con agua de mar. Después se corta el pescado en grandes rodajas, conservando las espinas.  A continuación se pone aceite de oliva en una cazuela grande, y se añaden cebollas, limpias y cortadas en rodajas, junto con ajos machacados y tomates, pelados y cortados en cuartos, sin semillas. Esta mezcla se dora a fuego lento durante unos cinco minutos, para que el aceite de oliva tome los sabores de los otros ingredientes.
Una vez hecho esto, se añade el pescado en rodajas, empezando por las más gruesas. El pescado se cubre con agua hirviendo, y con sal, pimienta, hinojo, el bouquet garni y el azafrán. El plato se cocina a fuego lento, y se remueve de vez en cuando para que el pescado no se pegue a la cazuela.  El pescado se cuece a fuego lento mientras el caldo se reduce, normalmente unos veinte minutos.
Cuando la bullabesa está hecha, se prepara la rouille: se retira el tallo de los ajos; se machacan los dientes de ajo en una pasta fina con un mortero; se añade la yema de huevo y el azafrán y se mezcla con aceite de oliva poco a poco para hacer una mayonesa.
Las patatas se pelan, se cortan en rodajas grandes y se hierven en agua con sal durante 15 o 20 minutos.
El último paso consiste en abrir los erizos de mar con unas tijeras y retirar el corail (gónadas) con una cucharilla.  A continuación, se colocan los trozos de pescado en una fuente y se añade el corail de los erizos al caldo y se remueve.
En esta versión tradicional, el caldo se sirve primero, muy caliente, con la rouille untada en gruesas rebanadas de pan frotadas con ajo. El pescado y las patatas se sirven a continuación en un plato aparte.
Otra versión de la clásica bullabesa marsellesa, presentada en el Petit LaRousse de la Cuisine, utiliza congre, dorade, grondin, lotte, merlan, rascasse, saint-pierre y cangrejo de terciopelo (étrilles), e incluye puerros. En esta versión, las cabezas y los recortes del pescado se juntan con cebollas, apio y ajo dorados en aceite de oliva, y se cubren con agua hirviendo durante veinte minutos. A continuación se añaden las verduras y el bouquet garni, y luego los trozos de pescado en un orden determinado; primero la rascasse, luego el grondin, la lotte, el congre, la dorade, las etrilles y el saffran. El plato se cocina durante ocho minutos a fuego fuerte. A continuación se añaden los pescados más delicados, el saint pierre y el merlan, y el plato se cuece otros 5-8 minutos. El caldo se sirve sobre pan con la rouille por encima, y el pescado y los cangrejos se sirven en una gran fuente.
Otras variaciones añaden diferentes condimentos, como la piel de naranja, y a veces se añade una copa de vino blanco o coñac.